# Kastellet
Pour les articles homonymes, voir Kastellet (homonymie).
Le Kastellet est une citadelle de Copenhague, la capitale du Danemark. Il s'agit de l'une des forteresses les mieux conservées de l'Europe du Nord.
Construite par Christian IV de Danemark, elle faisait partie de la ligne de défense du nord de Copenhague. La citadelle servira notamment lors de la bataille de Copenhague en 1807.
Elle appartient au ministère de la défense danois, et abrite actuellement le Forsvarets Auditørkorps, la Hjemmeværnet et le Forsvarets Efterretningstjeneste. De plus, elle est ouverte au public, qui peut se promener autour des remparts et entre les anciens bâtiments.

## Histoire

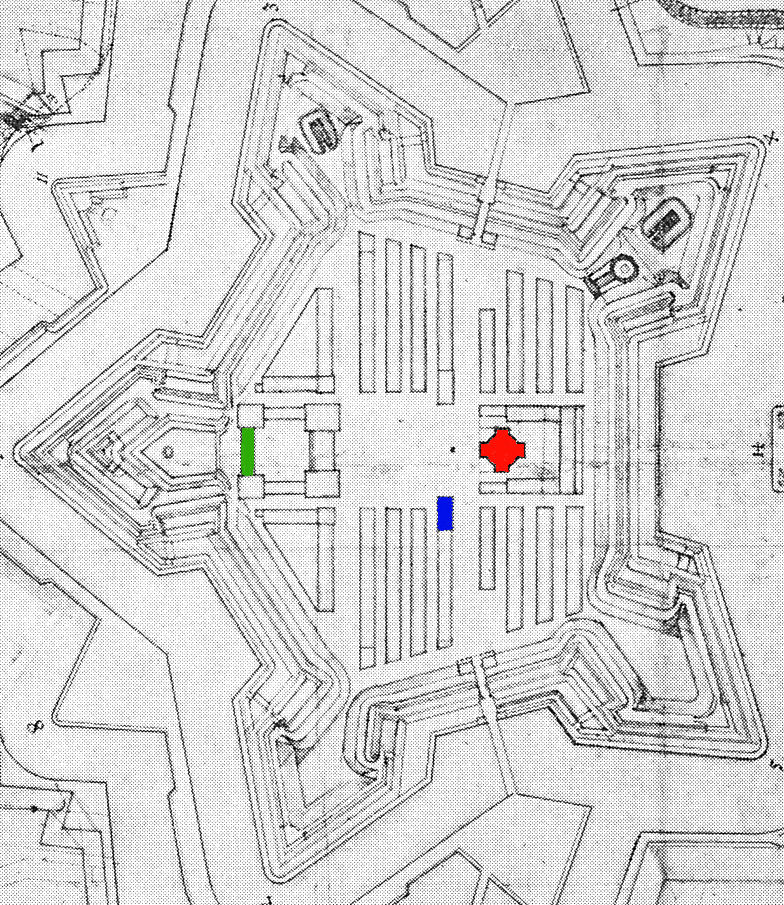
Le dessin de Henrik Ruse.

La citadelle, construite selon le plan idéal de Pietro Cataneo, remplace une redoute bâtie sous le roi Christian IV en 1625 à l'entrée du port de Copenhague. Le contrat pour l'agrandissement a été confié au ingénieur militaire néerlandais Henrik Ruse, qui avait auparavant travaillé à l'agrandissement de la forteresse de Harbourg. L'agrandissement a été achevé en 1667.
La citadelle a courageusement défendu Copenhague contre l'attaque anglaise lors du bombardement de 1807, mais a dû se rendre avec le reste de la ville.
Lors de l'invasion allemande du Danemark le 9 avril 1940, les troupes allemandes débarquant dans le port voisin ont capturé la citadelle sans rencontrer de résistance.

## Disposition

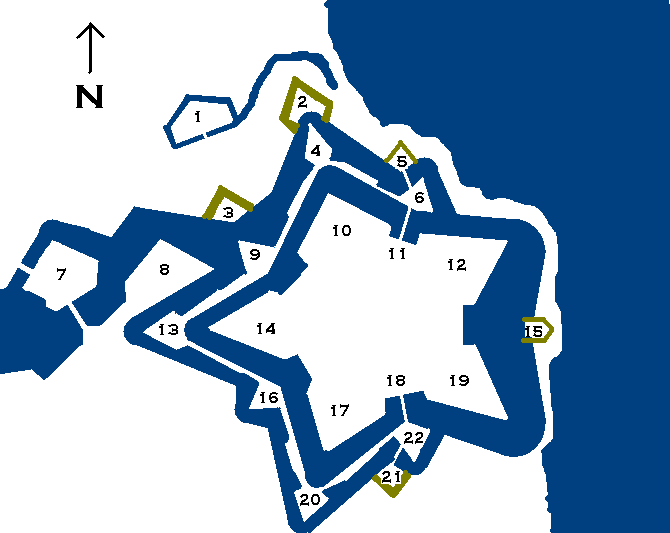
Les bâtiments du Kastellet aux environs de 1750 :
1) Lynette de Spitzberg
2) Réduit de Féroé
3) Réduit de Hetland
4) Contre-garde de Lolland
5) Réduit de la Norvège
6) Ravelin de la Norvège
7) Ravelin de Østerport
8) Bastion de Groenland
9) Ravelin de Bornholm
10) Bastion du Prince
11) Porte de la Norvège
12) Bastion de la Princesse
13) Contregarde de Møn
14) Bastion du Roi
15) Réduit de Pinneberg
16) Ravelin de Fionie
17) Bastion de la Reine
18) Porte du Roi (ou Porte Seeland)
19) Bastion du Comte
20) Contre-garde de Falster
21) Réduit de Seeland
22) Ravelin de Seeland
.

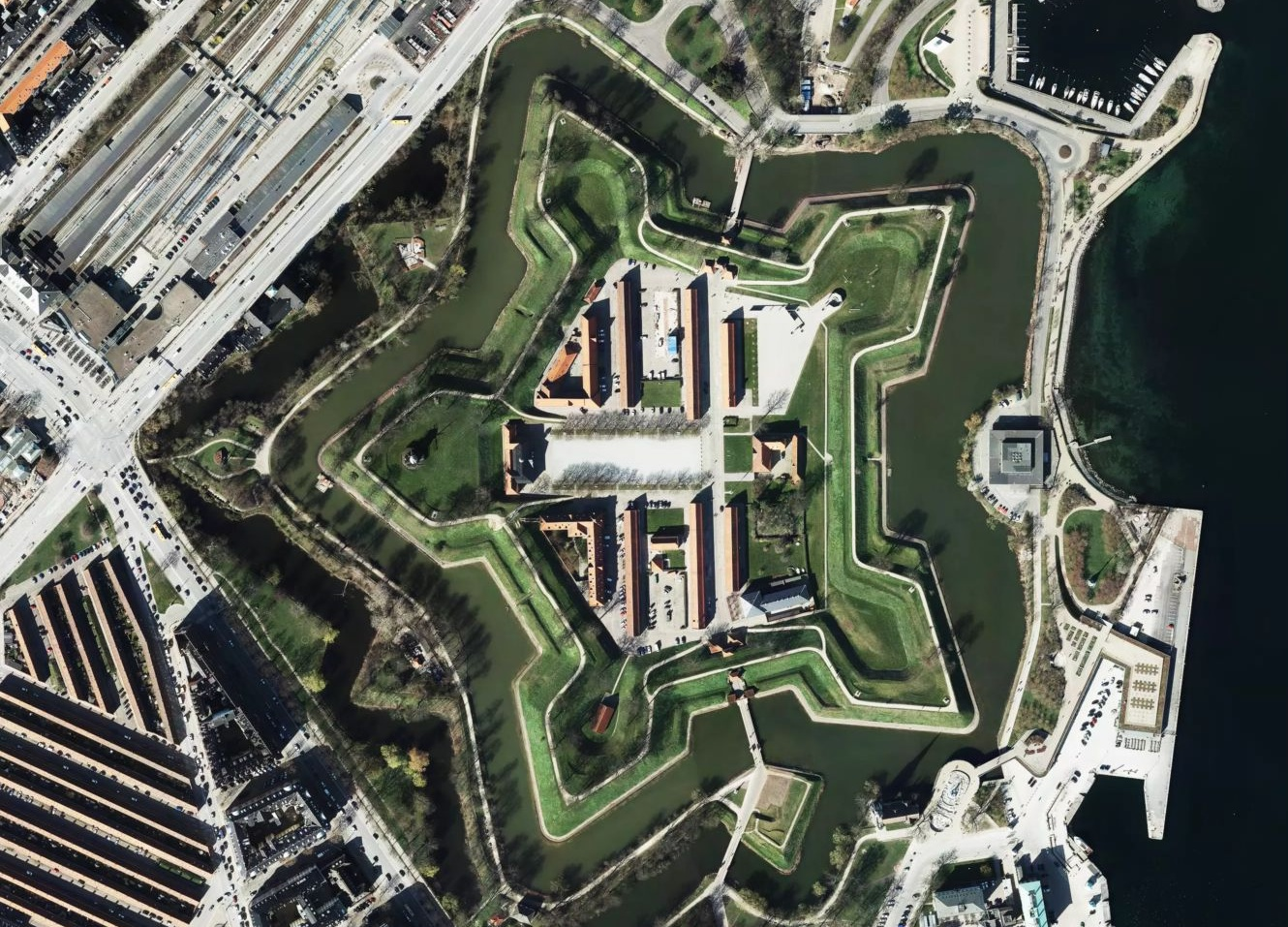
Vue aérienne de Kastellet (2014).

Kastellet est construit sous la forme d'un pentagone avec des bastions à ses coins. La forteresse principale est entourée d'une douve et d'un ouvrage extérieur du côté de la ville, entouré d'une autre douve.
Kastellet se prolongeait avec l'anneau de remparts bastionnés qui encerclait Copenhague mais dont il ne reste aujourd'hui que les remparts de Christianshavn.

### Bastions

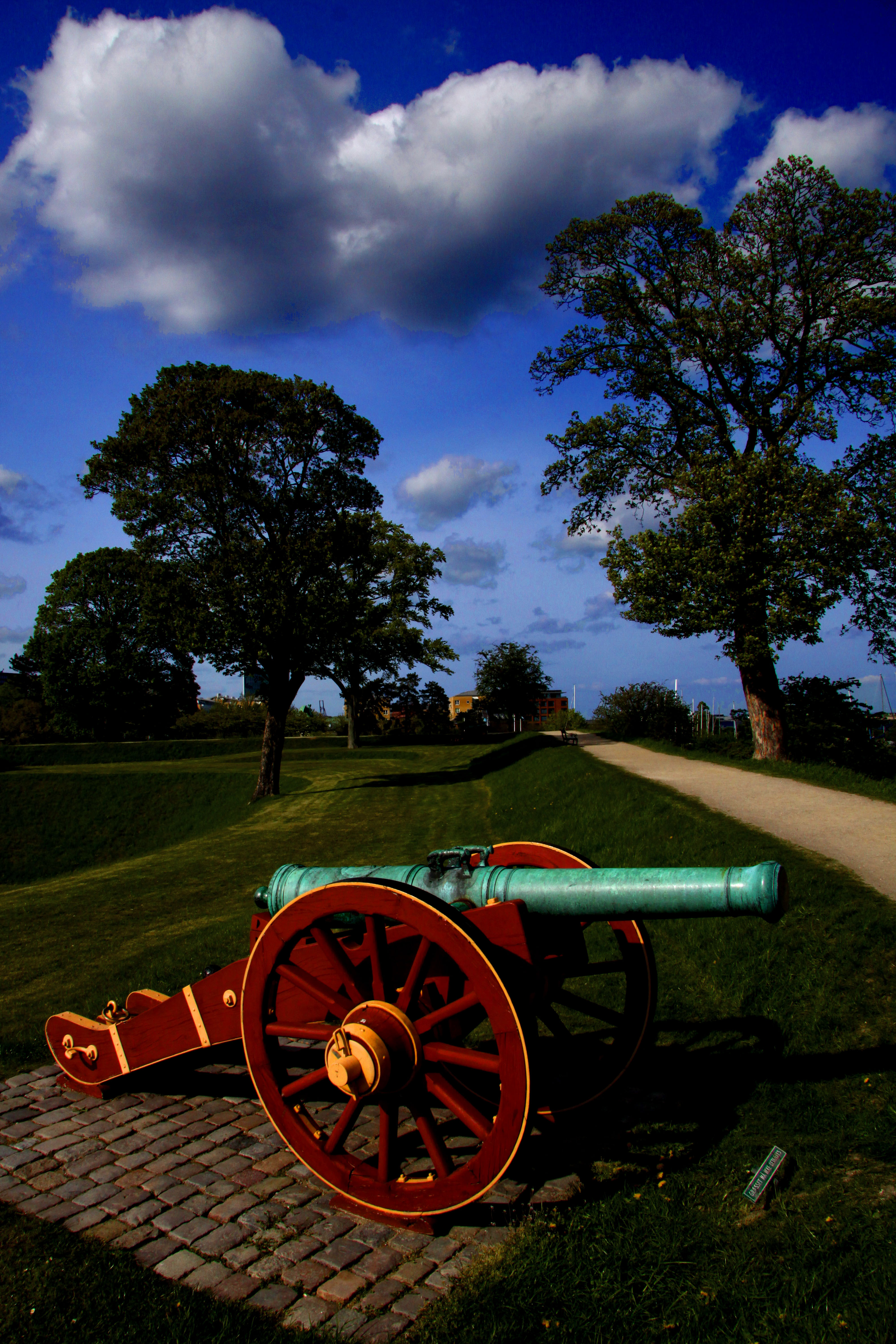
Un canon sur le Bastion de la Princesse au Kastellet.

Les cinq bastions sont nommés comme suit : Kongens Bastion (en français : le Bastion du Roi), Dronningens Bastion (le Bastion de la Reine), Grevens Bastion (le Bastion du Comte), Prinsessens Bastion (le Bastion de la Princesse) et Prinsens Bastion (le Bastion du Prince).

### Portes
Deux ouvertures dans les remparts donnent accès au Kastellet : Norgesporten (Porte de la Norvège) vers le nord et Sjællandsporten (Porte du Seeland), aussi appelée Kongeporten (Porte du roi), vers le sud.

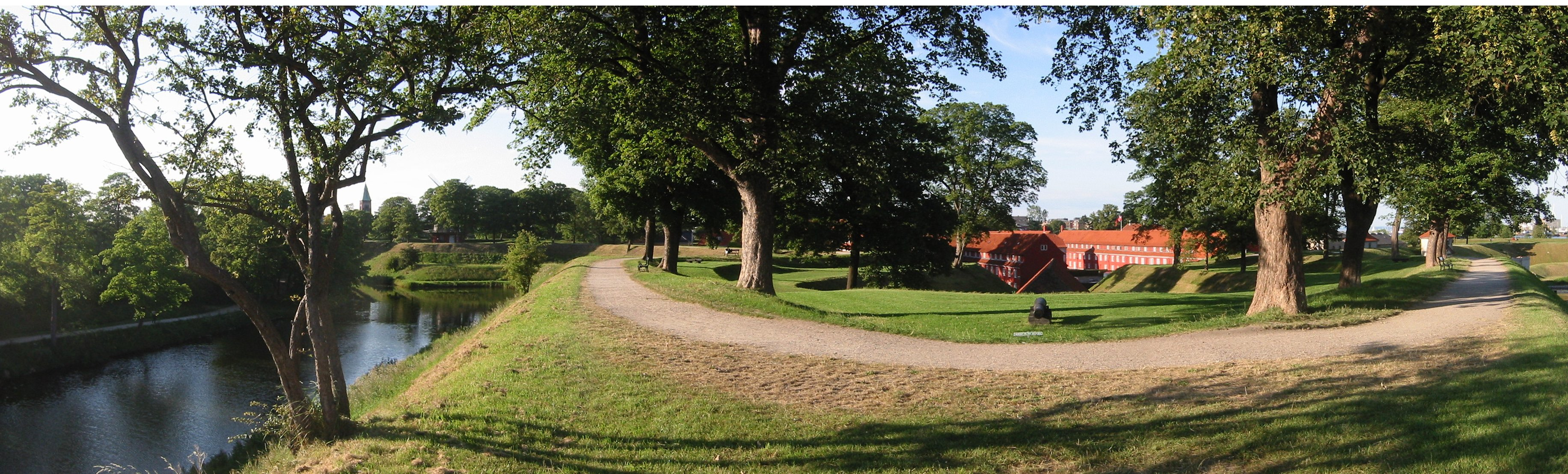
Vue du Kastellet.
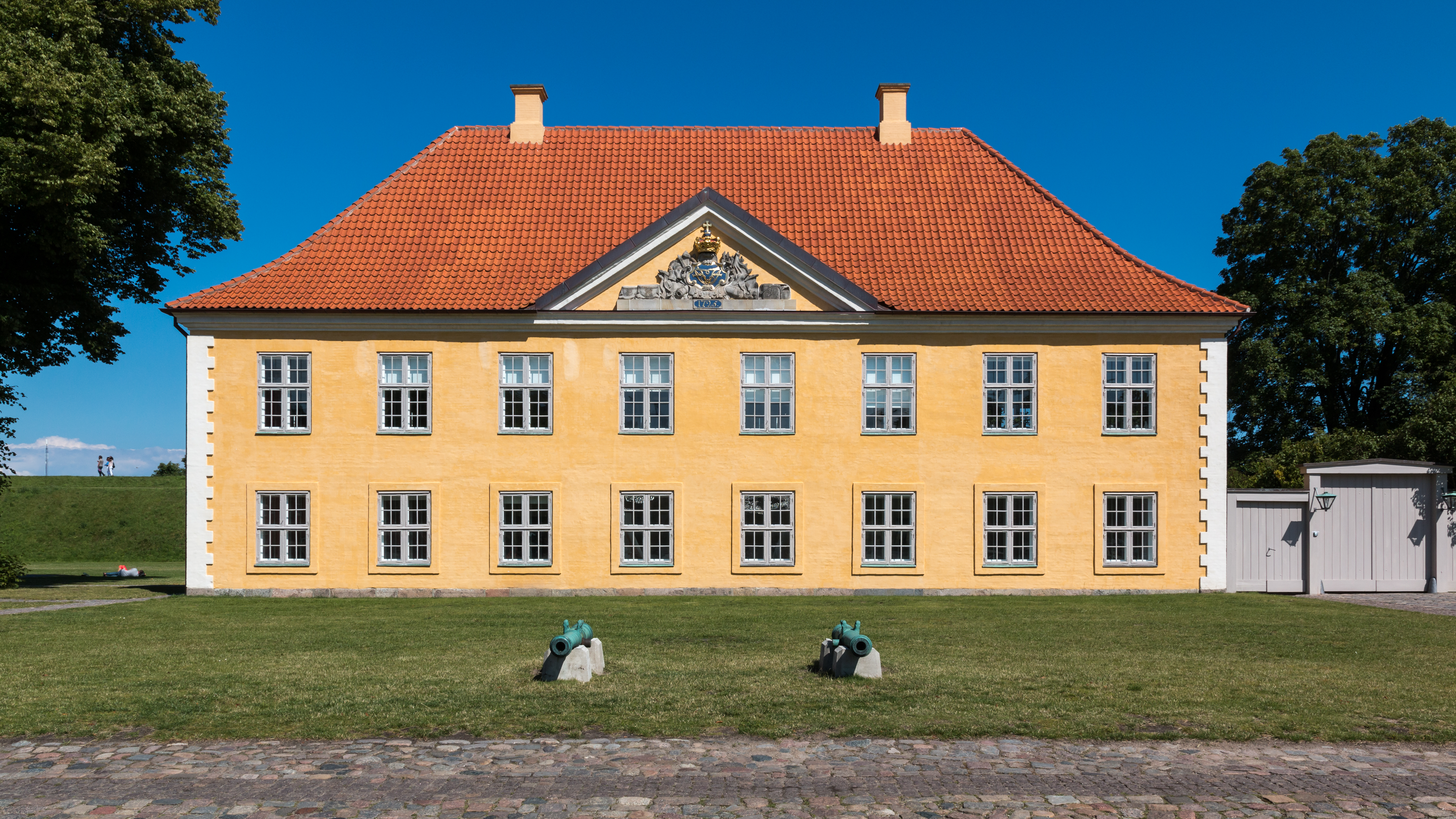
Le Kommandantgården.